# Systemische Angiomatose
Die Systemische Angiomatose oder Ullmann Syndrom ist eine nicht-familiäre Angiomatose mit zahlreichen kavernösen Angiomen in der Haut, Schleimhaut und inneren Organen wie Lunge und Gehirn.
Das Krankheitsbild ist nicht allgemein anerkannt.
Die Bezeichnung bezieht sich auf den österreichischen Chirurgen Emerich Ullmann (1861–1937).